# Apis mellifera nubica
La abeja nubia o abeja del Sudán (Apis mellifera nubica) es una subespecie de abeja doméstica propia del  noreste de África (sudeste de Egipto y noreste de Sudán) sobre el río Nilo; parte de la distribución de A. m. nubica es el lago Nasser.